# Vydrná
Vydrná es un municipio del distrito de Púchov en la región de Trenčín, Eslovaquia, con una población estimada a final del año 2024 de 252 habitantes.
Se encuentra ubicado al noreste de la región, cerca del río Váh (cuenca hidrográfica del Danubio) y de la frontera con la República Checa y la región de Žilina.

## Demografía
| Año        | 1994 | 2004    | 2014    | 2024     |
| ---------- | ---- | ------- | ------- | -------- |
| Población  | 361  | 346     | 333     | 252      |
| Diferencia |      | −4,15 % | −3,75 % | −24,32 % |

| Año        | 2023 | 2024    |
| ---------- | ---- | ------- |
| Población  | 260  | 252     |
| Diferencia |      | −3,07 % |